# ルドヴィカ (小惑星)
ルドヴィカ (292 Ludovica) は小惑星帯にある小惑星の一つ。
1890年4月25日にウィーンでヨハン・パリサによって発見された。フランス語の女性の名前が付けられたが、正確な由来は不明である。